# (2300) Stebbins
(2300) Stebbins est un astéroïde de la ceinture principale, découvert à l'observatoire Goethe Link près de Brooklyn, dans l'Indiana, baptisé en l'honneur de l'astronome Joel Stebbins.